# لويز سبيليربيرج
لويز سبيليربيرغ (بالدنماركية: Louise Svalastog Spellerberg)‏ مواليد 1 أكتوبر 1982 في كولدنغ، هي لاعبة كرة يد دانمركية. مثلت منتخب الدنمارك لكرة اليد للسيدات.

## سجل المنافسة
شاركت في البطولات التالية:
- بطولة العالم لكرة اليد للسيدات 2011
- بطولة أوروبا لكرة اليد للسيدات 2014
- بطولة أوروبا لكرة اليد للسيدات 2016

## روابط خارجية
- لويز سبيليربيرج على موقع الاتحاد الأوروبي لكرة اليد (الإنجليزية)